# 波波糖
波波糖，是贵州省安順市镇宁布依族苗族自治县的特色食品，亦是贵州省的风味食品。起于清朝咸丰年间，曾被作为贡品。具有酥、脆、香、甜的特点。